# Артёмов, Александр Сергеевич
Александр Сергеевич Артёмов (1930 — 5 декабря 2012 года) — звеньевой Бургун-Маджарского виноградарского совхоза Министерства пищевой промышленности СССР, Левокумский район, Ставропольский край. Герой Социалистического Труда (05.10.1949).

## Биография
Родился в 1930 году в селе Вишнёвом Староюрьевского района Центрально-Чернозёмной (ныне — Тамбовской) области, в семье крестьянина. Русский.
До начала Великой Отечественной войны семья Артёмовых переехала на Ставрополье и поселилась в посёлке отделения № 1 Бургун-Маджарского винсовхоза (в 1972 году переименован в посёлок Малосадовый) Левокумского района Ставропольского края.
После окончания сельской школы Александр Сергеевич поступил работать в местный совхоз, вскоре возглавил комсомольско-молодёжное виноградарское звено.
По итогам работы в 1948 году звено Артёмова получило урожай винограда 92,3 центнера с гектара на площади 3,5 гектара.
Указом Президиума Верховного Совета СССР от 5 октября 1949 года за получение высоких урожаев винограда в 1948 году Артёмову Александру Сергеевичу присвоено звание Героя Социалистического Труда с вручением ордена Ленина и золотой медали «Серп и Молот».
В 1949 году за получение с площади 7,5 гектара по 76 центнеров винограда А. С. Артёмов был награждён вторым орденом Ленина.
После окончания Прасковейского техникума виноградарства и виноделия трудился в совхозе «Машук» (центральная усадьба — посёлок Иноземцево в составе города Железноводска) до ухода на пенсию.
Скончался 5 декабря 2012 года.

## Награды
- Золотая медаль «Серп и Молот»(05.10.1949)
- Орден Ленина (05.10.1949)
- Орден Ленина (16.10.1950)
- Медаль «В ознаменование 100-летия со дня рождения Владимира Ильича Ленина» (6 апреля 1970)
- Медаль «За трудовую доблесть»
- Медаль «Ветеран труда»

- медалями ВДНХ СССР:

## Память
- На могиле установлен надгробный памятник.